# Suarez (band)
Suarez is een Franstalige band, waarvan de muzikanten in België wonen in de streek Wallonië. De groep bestaat uit zanger Marc Pinilla d'Ignazio, vier muzikanten en een technicus. De band brak door na het winnen van Carrefour des Talents tijdens het het muziekfestival Francofolies in de stad Spa. In november 2008 bracht Suarez haar debuutalbum uit. Eind 2010 verscheen het tweede album met de gelijknamige titelsong L'indécideur. Suarez treedt regelmatig op tijdens festivals in België, Frankrijk en Canada. In Nederland was de band onder andere te zien tijdens het Oerol Festival in 2009 en Festival Mundial in 2010.

## Geschiedenis
Nadat Marc Pinilla in 2002 de zangers en broers Max en Pata N'Java en hun neef Dada Ravalison uit Málaga ontmoette, componeerden ze enkele akoestische nummers. In 2007 vormden ze de groep Interphone en wonnen ze het concours Carrefour des Talents. Daarna ging de groep verder onder de naam Suarez. David Donnat voegde zich in 2011 bij de groep. Op 5 november 2012 ontving Suarez de prijs Rapsat-Lelièvre tijdens een festival in het Canadese Montréal.